# Caloptilia yasudai
Caloptilia yasudai är en fjärilsart som beskrevs av Tosio Kumata 1982. Caloptilia yasudai ingår i släktet Caloptilia och familjen styltmalar. Inga underarter finns listade i Catalogue of Life.